# Dublin Wolves
Die Dublin Wolves sind ein irischer Eishockeyclub aus Dublin, der 2007 gegründet wurde und in der Irish Ice Hockey League spielt.

## Geschichte
Die Dublin Wolves wurden 2007 anlässlich der Gründung der Irish Ice Hockey League gegründet, an der sie seitdem teilnehmen. Zudem hat der Verein eine B-Mannschaft, die in der Saison 2007/08 die erste Ausgabe der IIHL Development Division, einer Entwicklungsliga für die Irish Ice Hockey League, gewannen. Im Finale schlug die zweite Mannschaft der Wolves die Blackrock Whalers mit 11:5. Zuvor hatte das Team aus Dublin bereits die reguläre Saison als Tabellenführer mit 40 Punkten abgeschlossen.

## Stadion
Die Heimspiele der Dublin Wolves werden im Dundalk Ice Dome in Dundalk ausgetragen, der 1.200 Zuschauer fasst.